# Le Grand-Bornand
Le Grand-Bornand este o comună din estul Franței, situată în departamentul Haute-Savoie, în regiunea Ron-Alpi.